# Цзиньдун
Цзиньду́н (кит. упр. 金东, пиньинь Jīndōng, буквально: «восточная часть Цзиньхуа») — район городского подчинения городского округа Цзиньхуа провинции Чжэцзян (КНР).

## История
Во времена первых централизованных империй эти места входили в состав округа Куайцзи (会稽郡), власти округа размещались на месте современного Сучжоу. В 192 году здесь был образован уезд Чаншань (长山县), названный так по имеющейся на его территории горе. В эпоху Троецарствия в 266 году из округа Куайцзи был выделен округ Дунъян (东阳郡), власти которого разместились в этих местах.
Когда после долгого периода раздробленности китайские земли объединились в составе империи Чэнь, то в 562 году в связи с тем, что гору Чаншань ещё называли Цзиньхуашань, округ Дунъян был переименован в округ Цзиньхуа (金华郡). Объединив всю страну, империя Чэнь сменила название на Суй, и в 589 году уезд Чаншань был переименован в Унин (吴宁县). В 592 году он был переименован в Дунъян (东阳县), а в 598 году — в Цзиньхуа (金华县). Здесь продолжали размещаться власти структуры более высокого уровня, которая во времена империи Суй и сменившей её в 621 году империи Тан называлась то округом Цзинхуа, то областью Учжоу (婺州). Сам уезд в 688 году изменил название на Цзиньшань (金山县), но уже в 705 году ему было возвращено название Цзиньхуа.
После монгольского завоевания область Учжоу стала в 1276 году Учжоуским регионом (婺州路). Когда Чжу Юаньчжан сверг власть монголов, то в 1358 году переименовал Учжоуский регион в Нинъюэскую управу (宁越府), а в 1360 году — в Цзиньхуаскую управу (金华府). После Синьхайской революции в Китае была проведена реформа структуры административного деления, в ходе которой управы были упразднены, и в 1912 году Цзиньхуаская управа была расформирована.
После образования КНР в 1949 году из уезда Цзиньхуа был выделен в отдельную структуру город Цзиньхуа; и город, и уезд вошли в состав созданного тогда же Специального район Цзиньхуа (金华专区). В 1950 году город Цзиньхуа был расформирован, а его территория вернулась в состав уезда Цзиньхуа, но уже в 1951 году город Цзиньхуа был выделен в отдельную структуру снова. В 1953 году город Цзиньхуа был выведен из состава Специального района Цзиньхуа и подчинён напрямую властям провинции Чжэцзян.
В 1958 году город Цзиньхуа вновь вошёл в состав Специального района Цзиньхуа, а к уезду Цзиньхуа был присоединён уезд Танси (汤溪县). В 1962 году город Цзиньхуа был расформирован, а его территория вошла в состав уезда Цзиньхуа.
В 1973 году Специальный район Цзиньхуа был переименован в Округ Цзиньхуа (金华地区).
В 1979 году урбанизированная часть уезда Цзиньхуа была вновь выделена в городской уезд Цзиньхуа (金华市), а в 1981 году уезд Цзиньхуа был присоединён к городскому уезду Цзиньхуа.
В мае 1985 года постановлением Госсовета КНР округ Цзиньхуа был разделён на городские округа Цзиньхуа и Цюйчжоу; городской уезд Цзиньхуа был при этом разделён на район городского подчинения Учэн и уезд Цзиньхуа.
В 2000 году уезд Цзиньхуа был преобразован в район Цзиньдун, часть его земель при этом была передана в состав района Учэн.

## Административное деление
Район делится на 2 уличных комитета, 8 посёлков и 1 волость.